# Zecchino d'Oro 1959
Il primo Zecchino d'Oro si è svolto a Milano dal 24 al 26 settembre 1959.

## Il nome
La manifestazione nacque come evento collaterale al Salone del Bambino di Milano. Gli ideatori trassero spunto dal celebre romanzo Pinocchio di Collodi e istituirono come premio per l'autore della canzone prima classificata una copia dell'antica moneta veneziana fatta coniare in oro puro appositamente dal Salone del Bambino. Di qui il nome.

## Il programma
Fu presentato da Cino Tortorella nei panni di Mago Zurlì, personaggio già noto al pubblico televisivo per il programma per ragazzi della Rai Zurlì, mago del giovedì. La regia fu curata da Romolo Siena. Le canzoni erano accompagnate da un'orchestra di pochi elementi, diretta dal fisarmonicista Peppino Principe. La sigla era una breve versione del brano Lo Zecchino d'Oro.

## Brani in gara
I brani in gara erano 10, presentati in due gruppi di cinque nelle prime due giornate. La giuria, composta esclusivamente da bambini scelti fra gli scolari delle scuole di Milano, votava al termine di ciascun brano con il sistema delle palette. Alla fine della seconda giornata, tra questi dieci brani ne vennero selezionati 5 (di seguito indicati in grassetto), che parteciparono alla finale del 26 settembre.
- Beniamino (Testo: F. Mingozzi/Musica: F. Mingozzi)
- Capelli turchini (Testo: Umberto Cungi/Musica: Umberto Cungi) - Rino Zerilli (13 anni)
- Girotondo dei fumetti (Testo: Roberto Pregadio/Musica: Roberto Pregadio)
- Girotondo rataplan (Testo: Michele Straniero/Musica: Eugenio Calzia)
- I colombini (Testo: Elena Fanconi/Musica: Vigilio Piubeni) - Maria Grazia (9 anni)
- La bella topolina (Testo: Tommaso Columbo/Musica: Tommaso Columbo)
- Lettera a Pinocchio (Testo: Mario Panzeri/Musica: Mario Panzeri) - Giusi Guercilena (12 anni) e Loredana Taccani (16 anni)
- Lettera di Natale (Testo: Carlo Andreis/Musica: Adriano Foppiano)
- Magia (Testo: B. Monzini/Musica: B. Monzini) - Angela Blondeaux
- Quartetto (Testo: Franco Izzi/Musica: Angelo Bignotti) - Giusi Guercilena (12 anni)

Giusi Guercilena ha cantato due brani, tra cui la canzone vincitrice, Quartetto.
A 16 anni, Loredana Taccani è stata in assoluto la concorrente più grande d'età ad aver partecipato allo Zecchino d'Oro.
Autore della canzone vincitrice, Angelo Bignotti, era un giovane maestro elementare milanese, che ricevette in premio dai dirigenti del Salone la copia in oro dello zecchino, l'antica moneta veneziana citata da Collodi in Pinocchio. 
Al termine della manifestazione, seguitissima dagli schermi televisivi, alcune fra queste canzoni si diffusero fra il pubblico anche se non ne era stata prevista l'incisione su disco. Paradossalmente, la più celebre fu Lettera a Pinocchio, brano neppure entrato in finale, ma che grazie alla versione di Johnny Dorelli, registrata alcuni mesi dopo, divenne molto popolare. Lettera a Pinocchio fu eseguita anche nel Gran galà dello Zecchino d'Oro; inoltre a "60 Zecchini" fu cantata da Marco Masini.